# Pentaphylloides davurica
Pentaphylloides davurica là loài thực vật có hoa trong họ Hoa hồng. Loài này được Ikonn. mô tả khoa học đầu tiên.